# Maurice Delvart
Maurice Delvart, född 21 september 1899 i Bourecq i Pas-de-Calais, död 24 september 1986 i Paris, var en fransk friidrottare.
Delvart blev olympisk bronsmedaljör på 4 x 400 meter vid sommarspelen 1920 i Antwerpen.